# Ptičji let
Letenje je glavni način gibanja, ki ga uporablja večina vrst ptic. Za telo ptic je to zahtevna naloga. V zraku lahko ptica z drsnim letom privarčuje veliko energije, vendar lahko porabi vso razpoložljivo moč za vzlet s tal. Ptičem daje moč pospešen metabolizem - hitrost prebavljanja hrane in pretvarjanja v energijo. Ptičje okostje je zelo lahko. Pljuča uspešno odvzemajo kisik iz zraka tudi v velikih višinah. Zračni mehovi, povezani s pljuči, segajo tudi v votle kosti v perutih. Perje jih dobro izolira in preprečuje preveliko izgubo toplote.